# Daya Vaidya
Daya Vaidya (Katmandu, 20 maggio 1980) è un'attrice statunitense.

## Carriera
È conosciuta maggiormente per aver interpretato il detective Nina Inara nella prima stagione della serie televisiva Unforgettable.
Nel 2023 interpreta il ruolo di Peia Mannheim nella serie DC Superman & Lois.

## Vita privata
Sposata con Don Wallace, ha tre figli: Leela Grace, nata nel 2009, e due gemelli, nati nel 2012.

## Filmografia

### Televisione
- NCIS - Unità anticrimine (NCIS) - serie TV, episodio 2x16 (2005)
- Lincoln Heights - serie TV, episodio 2x04 (2007)
- Dexter - serie TV, episodio 2x07 (2007)
- Due uomini e mezzo (Two and a Half Men) - serie TV, episodio 6x07 (2008)
- Unforgettable - serie TV, 22 episodi (2011-2012)
- Twisted - serie TV, 3 episodi (2013)
- Castle - serie TV, episodio 7x12 (2015)
- Bosch - serie TV, 23 episodi (2016-2021)
- General Hospital  - soap opera, 11 episodi (2017)
- Major Crimes - serie TV, episodio 6x08 (2017)
- The Black Hamptons - serie TV, 12 episodi (2022-2024)
- Good Trouble - serie TV, episodi 4x03, 4x12 (2022)
- Superman & Lois - serie TV, 6 episodi (2023)
- Grey's Anatomy - serie TV, episodio 19x06 (2023)
- NCIS: Los Angeles - serie TV, episodio 14x11 (2023)
- Bosch: l'eredità (Bosch: Legacy) - serie TV, 4 episodi (2025)

## Doppiatrici italiane
Nelle versioni in italiano delle opere in cui ha recitato, Daya Vaidya è stata doppiata da:
- Laura Lenghi in Twisted, Castle
- Alessandra Bellini in Bosch (st. 4-7), Bosch: L'eredità
- Paola Valentini in NCIS - Unità anticrimine
- Laura Romano in Unforgettable
- Valentina Perrella in Bosch (st. 2-3)
- Francesca Manicone in Major Crimes
- Licia Amendola in Grey's Anatomy